# Yuki Tsunoda
Yuki Tsunoda, född 11 maj 2000 i Sagamihara i Kanagawa, är en japansk racerförare som kör för Red Bull Racing i Formel 1.  
Han var mästare i Japanska Formel 4 år 2018 och är förare för Hondas Formula Dream Project samt Red Bull Junior Team. Han slutade på en tredjeplats i Formel 2-VM 2020 och gjorde sin Formel 1-debut 2021 för Alpha Tauri, ett stall som ägdes av Red Bull som använder Honda-motorer. Han kör under bilnummer 22 i Formel 1. Yuki Tsunoda är med sina 1,59 m och 54 kg sedan år 2021 både den kortaste och lättaste föraren i F1. Reglerna kräver dock att förare med hjälm, dräkt och skor väger minst 80 kg.

## Karriär

### Karting
Tsunoda började sin professionella karting karriär redan 2010 när han deltog i JAF Junior Karting Championship, där han kunde förflytta sig upp i den regionala klassen 2013 och till den nationella klassen 2014.

### 2020: Formel 2
I början av 2020 meddelade Honda att Tsunoda skulle köra för Carlin i Formel 2 mästerskapet. Under säsongen tog Tsunoda tre vinster, fyra pole positions, sju podiumplatser på 24 starter och slutade på en tredjeplats i mästerskapet. Tsunoda blev även utsedd av FIA till årets Rookie 2020.

### Formel 1
I augusti 2020 meddelade Franz Tost som är stallchefen för Scuderia Alpha Tauri-Honda att Tsunoda skulle köra i deras nybörjartest i slutet av säsongen vid Abu Dhabi. Han körde sin första Formel 1 bil med en 2018-årsmodell vid Autodromo Enzo e Dino Ferrari i Imola i Italien. Han ersatte Daniil Kvyat i AlphaTauri i Formel 1 säsongen 2021 och blev historisk som första förare i F1 som är född efter millennieskiftet.
Inför Japans Grand Prix 2025 meddelades det att Tsunoda kommer ersätta Liam Lawson i Red Bull Racing under resten av säsongen.

## Formel 1-karriär
| Säsong            | Stall/Tillverkare                        | Placering         | Lopp | Poäng | Etta | Tvåa | Trea | Pole | Varv |
| ----------------- | ---------------------------------------- | ----------------- | ---- | ----- | ---- | ---- | ---- | ---- | ---- |
| 2021              | Alpha Tauri-Honda                        | 14                | 22   | 32    | 0    | 0    | 0    | 0    | 0    |
| 2022              | Alpha Tauri-RBPT                         | 17                | 22   | 12    | 0    | 0    | 0    | 0    | 0    |
| 2023              | Alpha Tauri-RBPT                         | 14                | 22   | 17    | 0    | 0    | 0    | 0    | 1    |
| 2024              | Racing Bulls-RBPT                        | 12                | 24   | 30    | 0    | 0    | 0    | 0    | 0    |
| 2025              | Racing Bulls-RBPT · Red Bull Racing-RBPT | 15                | 2 9  | 3 7   | 0    | 0    | 0    | 0    | 0    |
| Sammanlagt (2025) | Sammanlagt (2025)                        | Sammanlagt (2025) | 101  | 101   | 0    | 0    | 0    | 0    | 1    |

### Snabbaste varv i F1-lopp
1. USA 2023